# Семёново (Орловская область)
Семёново — деревня в Залегощенском районе Орловской области России. Входит в состав Ломовского сельского поселения.

## География
Деревня находится в центральной части Орловской области, в лесостепной зоне, в пределах центральной части Среднерусской возвышенности, вблизи автодороги 54А-1, на расстоянии примерно 23 километров (по прямой) к западу от посёлка городского типа Залегощь, административного центра района. Абсолютная высота — 252 метра над уровнем моря.
Часовой пояс
Деревня Семёново, как и вся Орловская область, находится в часовой зоне МСК (московское время). Смещение применяемого времени относительно UTC составляет +3:00.

## Население
| 2010 |
| ---- |
| 0    |